# Kittlitz (Schleswig-Holstein)
Pour les articles homonymes, voir Kittlitz.
Kittlitz est une commune allemande du Schleswig-Holstein, située dans l'arrondissement du duché de Lauenbourg (Kreis Herzogtum Lauenburg), à dix kilomètres au sud-est de la ville de Ratzebourg. Kittlitz fait partie de l'Amt Lauenburgische Seen (« lacs lauenbourgeois ») qui regroupe 25 communes autour de Ratzebourg.